# 23323 Anand
23323 Anand è un asteroide della fascia principale. Scoperto nel 2001, presenta un'orbita caratterizzata da un semiasse maggiore pari a 3,0412856 UA e da un'eccentricità di 0,0546999, inclinata di 2,87647° rispetto all'eclittica.